# Liste der Monuments historiques in Vivey
Die Liste der Monuments historiques in Vivey führt die Monuments historiques in der französischen Gemeinde Vivey auf.

## Liste der Immobilien
| Bezeichnung    | Beschreibung            | Standort                | Kennzeichnung | Schutzstatus | Datum | Bild |
| -------------- | ----------------------- | ----------------------- | ------------- | ------------ | ----- | ---- |
| Friedhofskreuz | aus dem 15. Jahrhundert | Rue de la Vallée (Lage) | PA00079282    | Inscrit      | 1926  |      |

## Liste der Objekte
| Bezeichnung                                | Beschreibung                                                                                                   | Standort                                       | Kennzeichnung | Schutzstatus | Datum | Bild |
| ------------------------------------------ | --- | ---------------------------------------------- | ------------- | ------------ | ----- | ---- |
| Maria-Rosenkranz-Altar                     | linker Seitenaltar; Altartisch, Retabel und Relief; Holz, farbig gefasst, 19. Jahrhundert; Verbleib unbekannt  | in der Kirche Notre-Dame-en-sa-Nativité (Lage) | PM52001667    | Inscrit      | 1978  |      |
| Hauptaltar                                 | Altartisch, Altaraufbau und Tabernakel; Holz, farbig gefasst und vergoldet, erste Hälftes des 18. Jahrhunderts | in der Kirche Notre-Dame-en-sa-Nativité (Lage) | PM52001291    | Classé       | 1978  |      |
| Skulptur Heilige Katharina von Alexandrien | Holz, farbig gefasst und vergoldet, 18. Jahrhundert                                                            | in der Kirche Notre-Dame-en-sa-Nativité (Lage) | PM52001664    | Inscrit      | 1978  |      |
| Skulptur Madonna mit Kind (1)              | Kalkstein, erste Hälfte des 16. Jahrhunderts                                                                   | in der Kirche Notre-Dame-en-sa-Nativité (Lage) | PM52001665    | Inscrit      | 1978  |      |
| Skulptur Madonna mit Kind (2)              | Holz, farbig gefasst und vergoldet, 18. Jahrhundert                                                            | in der Kirche Notre-Dame-en-sa-Nativité (Lage) | PM52001666    | Inscrit      | 1978  |      |